# Departure (Scandal-dal)
A Departure a Scandal japán pop-rockegyüttes huszonegyedik kislemeze, amely 2014. április 23-án jelent meg az Epic Records Japan kiadó gondozásában hatodik stúdióalbumuk, a Hello World első kislemezeként. A Departure volt a zenekar első kislemeze, amelynek összes számát az együttes tagjai írták. A lemez az ötödik helyen mutatkozott be a japán Oricon heti eladási listáján. A kislemez B oldalas száma, a Rainy A végzet ereklyéi: Csontváros című film japán vetítésének témazenéje volt.

## Háttér
2014 elején, mivel az együttes frontembere, Haruna a színházi fellépéssorozatával volt elfoglalva, ezért a többi három tag dalírásba kezdett, míg nem tudtak koncerteket adni. Ugyan több dalkezdeményt is írtak, azonban abban mind egyetértettek, hogy a Departure-t be kell fejezniük. Mami, a zenekar szólógitárosa írta a dalt, amit kezdetben nem kifejezetten „tavaszi dalnak” szánt, ám végül az lett belőle, amit nem bánt, mivel elmondása szerint az együttes „főszezonja” egyébként is a tavasz. A dal főtémája a „találkozás”, a „búcsú” és a „elutazás”, Mami a dalszöveget az együttes esetleges újbóli „szétválására” gondolva írta. A számot Kameda Szeidzsi hangszerelte és producerelte. Mami a gitárdallamot szándékosan „egyszerűre” írta, ám Kameda ezen egyáltalán nem módosított, viszont vonósokat és billentyűsöket adott a számhoz. Ugyan az együttes tagjai leszögezték Kamedának, hogy saját erejükből a saját hangzásviláguk mentén akarják elkészíteni a dalokat, és nem akarnak bele semmiféle „idegen” hangot, amit nem tudnak eljátszani a koncertek során, azonban végül mégis beleegyeztek a vonósok és billentyűsök bevonásába, mivel szerintük ezek végül jobbá tették a dalt. A producer a tamot, a pergődobot és a lábdobot halkabbra vetette, illetve javaslatára Rina a megszokott 14 hüvelykes lábcinjét eggyel nagyobbra cserélte, míg Tomomi Fender American Standard Precision Bass basszusgitárját P/J hangszedőkkel szerelték fel, valamint a gitárokat enyhe „ropogós” hangzású torzítással vették fel. A torzításnak hála a ritmusgitár hangzása is jobban kiemelkedik, amitől Haruna elmondása szerint meg is szeppent. Ugyan az együttes korábbi dalainak felvételekor általában a basszusgitár hangzását is enyhén eltorzították, azonban a Departure felvétele során erre nem volt szükség. Ellentétben a Nakata Jaszutaka által vezényelt előző kislemezükkel szemben ezúttal a producer jóval nagyobb szabad kezet adott az együttesnek a felvételek során, lévén az elsősorban idoloknak dalokat író Nakatával szemben Kameda maga is egy együttes tagja. A Departure-t 2014. március 3-án mutatták be egyfajta „»rég nem láttuk egymást!« meglepetésként”, amikor a videóklipje 24 óra erejéig felkerült az együttes japán YouTube-csatornájára az első kislemezük megjelenésének, illetve az Osaka-jo Hallban való első fellépésük évfordulóját megünnepelvén. Mivel a dal csak 24 óra erejéig volt hallgatható ezért a rajongók hangot adtak a dal hivatalos megjelenése mellett, így az vezette a USEN Hit J-pop kívánságlistáját és a RecoChoku „legújabb slágerek, amiket jó a városban hallgatni” listáját is. Ugyan a dalt eredetileg nem akarták kiadni kislemezen, de tekintettel a nem várt hatalmas érdeklődésnek, március 11-én az együttes Scanomics című rádióműsorában, valamint március 13-án az együttes nemzetközi Facebook-oldalán is utaltak rá, hogy a dal fizikai kislemezen is meg fog jelenni. A kislemez megjelenési dátumát 2014. március 21-én jelentették be hivatalosan a Sony Music Entertainment Japan és az együttes weboldalán keresztül. Az, hogy a kiadvány címadó dala nemzetközileg is népszerűnek bizonyult hatalmas lökést adott Szaszazaki dalírással szembeni önbizalmának.
A kislemez B oldalas számát, a Rainyt 2014. február 28-án a Végzet ereklyéi: Csontváros című film első japán nyelvű előzetesében mutatták be, a dal a film japán vetítésének témazenéje volt. A Rainyt teljes hosszúságban először 2014. április 1-jén, a Scanomics rádióműsorban adták le. A szám dalszövegét Rina, míg a zenét az együttes írta, így a Departure az együttes első kislemeze, amelynek összes számát az együttes írta. A zenekar tagjai a dalt nem kifejezetten a filmhez írták, viszont a dalszöveg bizonyos részei kapcsolódnak hozzá. A dal kompozíciója során a „hook” készült el legelőször, ami megszilárdította a szám „koncertdal” jellegét. A szám bevezetője az összes korábbi Scandal-daltól eltér, egy emelkedő riffel indít, hogy a rajongók a koncertek alatt azonnal felismerjék a dalt. A Rainy gitárszólóját Szaszazaki a felvételek során rögtönözte.

## Élő előadások, promóció
A kislemez dalainak első élő előadására 2014. március 16-án, a Scandal által szervezett Band jarou jo vol. 5 rendezvényen, a tokiói Shibuya-AX koncertteremben került sor. A címadó dal első televíziós előadása április 26-án volt a Fuji TV Music Fair című műsorában, itt ellentétben a többi tévés fellépéseikkel a vonósokkal együtt adták elő a számot. A dalt később az NTV Music Dragon (április 26.), az NHK Music Japan (április 27.), a TV Tokyo Premium Melodix! (április 28.), WOWOW Hógaku Break (május 2.) és a Fuji TV Bokura no ongaku (május 9.) televíziós műsorokban is előadták, valamint az arénaturnéjuk és a következő kislemezük mellett a Tokyo FM Scanomics (március 3–április 29.), a J-Wave Saturday Sonic (április 19.), az FM Fuji Stadium Rock!! (április 19.), a J-Wave Beat Planet (április 21.), a Tokyo FM Skyrocket Company (április 23.), a JFN Face (április 24.), az FM Yokohama Tresen+ (április 24.), az FM Nack5 The Nutty Radio Show oni tamasi (április 24.), az FM802 Awesome Fridays (április 25.), a bayfm78 Keiyoginko Power Countdown Japan Hot 30 (április 26.), az FM Osaka Endó Dzsun no You’ve Got a Radio! (április 28–május 1.) és az FM Nack5 One More Pint! (május 2.) rádióműsorokban, a Rock kjódai (április 23.) internetes műsorban, valamint a TBS TV Ószama no Brunch (április 26.), a Music B.B. (április 28–május 2.), az MBS Csi csin pui pui (május 2.) és a Space Shower TV Csútorial no toku dane fuku kitaru (május 4.) televíziós műsorában, illetve a Gekkan Gigs és a Go! Go! Guitar magazinokban is népszerűsítették.

## Számlista
| CD    | CD                       | CD        | CD      | CD              | CD    | CD | CD | CD | CD |
|       | Cím                      | Dalszöveg | Zene    | Hangszerelő     | Hossz |    |    |    |    |
| ----- | ------------------------ | --------- | ------- | --------------- | ----- | -- | -- | -- | -- |
| 1.    | Departure                | Mami      | Mami    | Kameda Szeidzsi | 4:41  |    |    |    |    |
| 2.    | Rainy                    | Rina      | Scandal | Scandal         | 3:51  |    |    |    |    |
| 3.    | Departure (Instrumental) | —         | Mami    | Kameda Szeidzsi | 4:41  |    |    |    |    |
| 13:13 |                          |           |         |                 |       |    |    |    |    |

| 1. | Avanai cumori no, genki de ne | Janagiszava Rjóta       | Janagiszava Rjóta |  |
| 2. | Love Survive                  | Haruna, Tanaka Hidenori | Tanaka Hidenori   |  |
| 3. | Space Ranger                  | Tomomi, Haruna          | Simohata Rjószuke |  |

| 1. | Scandal Baby      | Tomomi, Tadzsika Juicsi | Tadzsika Juicsi |  |
| 2. | Queens Are Trumps | Mami                    | Bu-ni           |  |
| 3. | Doll              | Tomomi                  | Tokita Szatosi  |  |

## Fogadtatás
A lemez a hatvanötödik helyen mutatkozott be a Billboard Japan Hot 100 slágerlistáján a 2014. április 7-i héten, kizárólag a Twitter-üzeneteknek hála. A kiadvány megjelenése előtt két héttel visszakerült a listára a kilencvenedik helyen, illetve az Adult Contemporary Airplay listára is felkerült a harmincnegyedik helyen. A következő héten a dal a harminchetedik, majd a harmadik helyre ugrott a Japan Hot 100-on, hogy utána visszacsússzon a tizenhatodik helyre. A kislemez a hatodik helyen nyitott az Oricon napi, ötödik helyen a heti, míg a tizedik helyen a havi eladási listáján.

### Slágerlista-helyezések
| Departure                            | Departure | Departure            | Departure | Departure |
| Ország                               | Toplista  | Legmagasabb helyezés |           |           |
| ------------------------------------ | --------- | -------------------- | --------- | --------- |
| Japán                                |           |                      |           |           |
| Oricon napi kislemezlista            | 3         |                      |           |           |
| Oricon heti kislemezlista            | 5         |                      |           |           |
| Oricon havi kislemezlista            | 10        |                      |           |           |
| Billboard Japan Hot 100              | 3         |                      |           |           |
| Billboard Adult Contemporary Airplay | 10        |                      |           |           |
| iTunes Store napi dallista           | 20        |                      |           |           |
| mora napi kislemezlista              | 31        |                      |           |           |
| mora heti kislemezlista              | 89        |                      |           |           |
| mora napi dallista                   | 11        |                      |           |           |
| mora heti dallista                   | 20        |                      |           |           |
| mora havi dallista                   | 50        |                      |           |           |
| Rainy                                |           |                      |           |           |
| Japán                                |           |                      |           |           |
| iTunes Store napi dallista           | 62        |                      |           |           |
| mora napi dallista                   | 27        |                      |           |           |
| mora heti dallista                   | 63        |                      |           |           |

| Hé | Ke | Sze | Csü | Pé | Szo | Va | Heti helyezés | Eladások           | Forrás        |
| -- | -- | --- | --- | -- | --- | -- | ------------- | ------------------ | ------------- |
| X  | 6  | 5   | 4   | 4  | 3   | 4  | 5             | 30 953             | [ 25 ]        |
| 15 | 22 | 21  | 18  | 23 | 19  | 19 | 22            | 4 573              | [ 24 ] [ 33 ] |
| 20 | 25 | 27  | 33  | 22 | 33  | 26 | 32            | 1 812              | [ 24 ] [ 34 ] |
| 33 | —  | —   | —   | —  | —   | —  | 64            | 780                | [ 24 ]        |
| 48 | —  | —   | —   | —  | —   | —  | 115           | 526                | [ 24 ]        |
| —  | —  | —   | —   | —  | —   | —  | 141           | 360                | [ 24 ]        |
| —  | —  | —   | —   | —  | —   | —  | 185           | 242                | [ 24 ]        |
| —  | —  | —   | —   | —  | —   | —  | —             | (1 hétre lekerült) | [ 24 ]        |
| —  | —  | —   | —   | —  | —   | —  | 199           | 191                | [ 24 ]        |
| —  | —  | —   | —   | —  | —   | —  | 199           | 223                | [ 24 ]        |
| —  | —  | —   | —   | —  | —   | —  | —             | (2 hétre lekerült) | [ 24 ]        |
| —  | —  | —   | —   | —  | —   | —  | 185           | 201                | [ 24 ]        |

## Megjelenések
| Régió                     | Dátum             | Formátum                              | Katalógusszám | Kiadó     |
| ------------------------- | ----------------- | ------------------------------------- | --- | --------- |
| Japán                     | 2014. április 23. | CD, digitális letöltés, kölcsönzői CD | ESCL–4185/6 (korlátozott, A) ESCL–4187/8 (korlátozott, B) ESCL–4189 (CD/kölcsönzői CD) 4988010060831 (DL, mora) 857723631 (DL, iTunes) A1000418575 (DL, RecoChoku) | Sony/Epic |
| Hongkong                  | 2014. április 23. | digitális letöltés                    | 854955284 (DL, iTunes) | Sony/Epic |
| Tajvan                    | 2014. április 23. | digitális letöltés                    | 854955284 (DL, iTunes) | Sony/Epic |
| Makaó                     | 2014. április 23. | digitális letöltés                    | 854955284 (DL, iTunes) | Sony/Epic |
| Szingapúr                 | 2014. április 23. | digitális letöltés                    | 854955284 (DL, iTunes) | Sony/Epic |
| Malajzia                  | 2014. április 23. | digitális letöltés                    | 854955284 (DL, iTunes) | Sony/Epic |
| Thaiföld                  | 2014. április 23. | digitális letöltés                    | 854955284 (DL, iTunes) | Sony/Epic |
| Fülöp-szigetek            | 2014. április 23. | digitális letöltés                    | 854955284 (DL, iTunes) | Sony/Epic |
| Indonézia                 | 2014. április 23. | digitális letöltés                    | 854955284 (DL, iTunes) | Sony/Epic |
| India                     | 2014. április 23. | digitális letöltés                    | 854955284 (DL, iTunes) | Sony/Epic |
| Vietnám                   | 2014. április 23. | digitális letöltés                    | 854955284 (DL, iTunes) | Sony/Epic |
| Kambodzsa                 | 2014. április 23. | digitális letöltés                    | 854955284 (DL, iTunes) | Sony/Epic |
| Laosz                     | 2014. április 23. | digitális letöltés                    | 854955284 (DL, iTunes) | Sony/Epic |
| Brunei                    | 2014. április 23. | digitális letöltés                    | 854955284 (DL, iTunes) | Sony/Epic |
| Srí Lanka                 | 2014. április 23. | digitális letöltés                    | 854955284 (DL, iTunes) | Sony/Epic |
| Mikronézia                | 2014. április 23. | digitális letöltés                    | 854955284 (DL, iTunes) | Sony/Epic |
| Nepál                     | 2014. április 23. | digitális letöltés                    | 854955284 (DL, iTunes) | Sony/Epic |
| Pápua Új-Guinea           | 2014. április 23. | digitális letöltés                    | 854955284 (DL, iTunes) | Sony/Epic |
| Fidzsi-szigetek           | 2014. április 23. | digitális letöltés                    | 854955284 (DL, iTunes) | Sony/Epic |
| Amerikai Egyesült Államok | 2014. április 23. | digitális letöltés                    | 853662671 (DL, iTunes) | Sony/Epic |
| Kanada                    | 2014. április 23. | digitális letöltés                    | 853662671 (DL, iTunes) | Sony/Epic |
| Argentína                 | 2014. április 23. | digitális letöltés                    | 853662671 (DL, iTunes) | Sony/Epic |
| Brazília                  | 2014. április 23. | digitális letöltés                    | 853662671 (DL, iTunes) | Sony/Epic |
| Chile                     | 2014. április 23. | digitális letöltés                    | 853662671 (DL, iTunes) | Sony/Epic |
| Kolumbia                  | 2014. április 23. | digitális letöltés                    | 853662671 (DL, iTunes) | Sony/Epic |
| Peru                      | 2014. április 23. | digitális letöltés                    | 853662671 (DL, iTunes) | Sony/Epic |
| Ausztrália                | 2014. április 23. | digitális letöltés                    | 853662671 (DL, iTunes) | Sony/Epic |
| Új-Zéland                 | 2014. április 23. | digitális letöltés                    | 853662671 (DL, iTunes) | Sony/Epic |
| Thaiföld                  | 2014. május 12.   | CD                                    | 88843070312 (CD) | BEC-TERO  |